# Luke Perry
Coy Luther „Luke“ Perry III (11. října 1966 Mansfield, Ohio – 4. března 2019 Burbank, Kalifornie) byl americký herec.

## Herecká kariéra
Jeho nejznámější rolí je postava Dylana McKaye v seriálu Beverly Hills 90210 (1990–2000). Hrál také například ve filmech Buffy, zabíječka upírů (1992), Pátý element (1997), Alice Upside Down (2007) a v seriálech Oz (2001–2002), Jeremiah (2002–2004), Windfall (2006), John ze Cincinnati (2007), Tělo jako důkaz (2012–2013) či Riverdale (2017–2019). Roku 2019 se objevil ve vedlejší roli filmu Quentina Tarantina Tenkrát v Hollywoodu, avšak snímek byl uveden až po jeho smrti.

## Osobní život
Luke Perry se narodil 11. října 1966 v Mansfieldu v americkém Ohiu. Po střední škole se přestěhoval do Los Angeles, kde se začal věnovat herectví. Deset let byl ženatý, z manželství má dvě děti.
Dne 27. února 2019 Perry prodělal ve svém domě v Sherman Oaks masivní cévní mozkovou příhodu. Byl hospitalizován v nemocnici Svatého Josefa v Burbanku, původně na pozorování, později jej lékaři uvedli do umělého spánku. Dne 4. března 2019 zemřel ve věku 52 let.